# Dr. Nassaulaan 16 (Assen)
Het pand aan de Dr. Nassaulaan 16  is een monumentaal herenhuis in overgangsstijl in de Nederlandse stad Assen. Het huis werd in 1914 gebouwd door Andries de Vries Hzn. in opdracht van Asuerus Kymmell en valt onder het beschermd stadsgezicht.

## Beschrijving
Het huis is opgetrokken in rode baksteen onder een afgeknot schilddak. De voorgevel is asymmetrisch en heeft aan de linkerzijde een risaliet onder een dwarskap met wolfseinden. In dit geveldeel bevindt zich de entreepartij met hardstenen stoep en een paneeldeur, met bovenramen met glas in lood. Op de verdieping hierboven een houten erker met lessenaarsdak, met ook hier bovenramen met glas in lood. In de rechterdeel van de gevel is een houten serre met bakstenen onderbouw geplaatst, met zicht op de hertenkamp aan de overzijde van de weg. Op het serredak komen twee vleugeldeuren uit, met gebrandschilderd glas in de bovenlichten en tegeltjes in de boogtrommels. In de achtergevel waren oorspronkelijk openslaande tuindeuren geplaatst. 

## Waardering
Het huis werd in 1994 aangewezen als rijksmonument. Het monumentenregister vermeldt: "Het karakteristieke huis is van architectuurhistorische waarde als een nog vrij gave en typische vertegenwoordiger van de woonhuisarchitectuur voor de gegoede burger van omstreeks de eeuwwisseling. Het beeldbepalende pand maakt deel uit van de tot het beschermde stadsgezicht behorende, waardevolle negentiende eeuwse en vroeg-twintigste eeuwse bebouwing in de "paleizenbuurt" waardoor ook de ensemblewaarde groot is."